# Lyssomanes longipes
Lyssomanes longipes là một loài nhện trong họ Salticidae.
Loài này thuộc chi Lyssomanes. Lyssomanes longipes được Władysław Taczanowski miêu tả năm 1871.